# Viktor Nikiforov
Viktor Vasil'evič Nikiforov (in russo Виктор Васильевич Никифоров?; Mosca, 3 gennaio 1931 – Mosca, 3 aprile 1989) è stato un hockeista su ghiaccio sovietico.

## Palmarès

### Olimpiadi invernali
- 1 medaglia:
  - 1 oro (Cortina d'Ampezzo 1956)